# Årets bandyarena
Årets bandyarena var en utmärkelse inom bandy i Sverige som delades ut varje år mellan 1990 och 2014, i slutet av bandysäsongen (så utmärkelsen utdelad 1990 avser alltså säsongen 1989/1990 och så vidare).. Utmärkelsen brukade utdelas i samband med den årliga Bandygalan i mars.
Årets bandyarena utdelades mot bakgrund av de arrangemang som har hållits och hur det sportsliga har fungerat på arenan. Kritik som har riktats mot utmärkelsen på grund av själva arenabyggets kvalitet eller ekonomi riktas alltså mot aspekter som inte tas med i bedömningen när Årets bandyarena skall utses.

## Årets bandyarena
- 1989/1990- Studenternas IP, Uppsala
- 1990/1991 - Rocklunda IP, Västerås
- 1991/1992 - Rocklunda IP, Västerås
- 1992/1993 - Skarpe Nord, Kungälv
- 1993/1994 - Rocklunda IP, Västerås
- 1994/1995 - Jernvallen, Sandviken
- 1995/1996 - Jernvallen, Sandviken
- 1996/1997 - Jernvallen, Sandviken
- 1997/1998 - Jernvallen, Sandviken
- 1998/1999 - Zinkensdamms IP, Stockholm
- 1999/2000 - Tingvalla isstadion, Karlstad
- 2000/2001 - Rocklunda IP, Västerås
- 2001/2002 - Slättbergsbanan, Trollhättan
- 2002/2003 - Vänersborgs isstadion, Vänersborg
- 2003/2004 - Edsbyn Arena, Edsbyn
- 2004/2005 - Edsbyn Arena, Edsbyn
- 2005/2006 - Zinkensdamms IP, Stockholm
- 2006/2007 - Utmärkelsen ej utdelad
- 2007/2008 - ABB Arena, Västerås
- 2008/2009 - Arena Heden, Göteborg
- 2009/2010 - Göransson Arena, Sandviken
- 2010/2011 - Sparbanken Lidköping Arena, Lidköping
- 2011/2012 - Sapa Arena, Vetlanda
- 2012/2013 - Arena Vänersborg, Vänersborg
- 2013/2014 - Sparbanken Lidköping Arena, Lidköping

Priset verkar inte delats ut efter 2014.